# Chańki
Chańki [ˈxaɲki] est un village polonais de la gmina de Milejczyce dans le powiat de Siemiatycze et dans la voïvodie de Podlachie. Il se situe à environ 22 kilomètres au nord-est de Siemiatycze et à 62  kilomètres au sud de Białystok. 
Le village compte approximativement 30 habitants.